# Ambon Pattimura Airport
Ambon Pattimura Airport är en flygplats i Indonesien.   Den ligger i provinsen Moluckerna, i den östra delen av landet, 2 400 km öster om huvudstaden Jakarta. Ambon Pattimura Airport ligger 10 meter över havet. Den ligger på ön Pulau Ambon.
Terrängen runt Ambon Pattimura Airport är huvudsakligen kuperad, men den allra närmaste omgivningen är platt. Havet är nära Ambon Pattimura Airport åt sydost.  Närmaste större samhälle är Ambon, 10,4 km öster om Ambon Pattimura Airport. 